# Tigerland
Tigerland è un film del 2000 di Joel Schumacher.

## Trama
Nel settembre del 1971, mentre gli Stati Uniti stanno perdendo la guerra del Vietnam, Roland Bozz, un soldato di leva apertamente contrario al conflitto, si distingue per il suo comportamento indisciplinato e il suo disprezzo per l’autorità. Durante l’addestramento a Fort Polk, in Louisiana, stringe amicizia con Jim Paxton, un aspirante scrittore che ha scelto volontariamente di arruolarsi e che documenta le sue esperienze in un diario. All'arrivo della nuova compagnia, il capitano Saunders comunica ai soldati che tutti coloro che completeranno l’addestramento saranno inviati in Vietnam, e che le opinioni personali sul conflitto non hanno alcuna rilevanza.
Grazie al suo carisma e alla sua naturale attitudine alla leadership, Bozz viene nominato guida del plotone. Bozz, dotato di una notevole capacità nel riconoscere le falle nel sistema militare, aiuta alcuni commilitoni a ottenere l’esonero: tra questi, Cantwell, padre di famiglia con una moglie disabile, e Miter, arruolatosi per dimostrare il proprio valore ma sopraffatto dalla realtà dell'esercito. Tuttavia Bozz entra presto in conflitto con il soldato Wilson, un provocatore razzista che tormenta i commilitoni e in particolare Bozz e Miter. Dopo una rissa tra i due, Bozz prevale fisicamente, alimentando l’odio di Wilson. Durante un’esercitazione con munizioni vere, Wilson minaccia Bozz con una pistola. Nella colluttazione che ne segue, Wilson tenta di sparare a Bozz da distanza ravvicinata, ma l’arma si inceppa. Il capitano Saunders offre a Bozz la possibilità di decidere la punizione per Wilson e Bozz, riconoscendo il disagio emotivo della recluta, propone di espellerlo dall’esercito.
Il plotone viene poi trasferito a "Tigerland", un'area boschiva adibita a simulazione del teatro vietnamita. Durante un’esercitazione, Bozz e i suoi interpretano civili vietnamiti, mentre la squadra di Wilson ha il compito di scovare un presunto simpatizzante Viet Cong. Nonostante la vittoria della squadra di Bozz, Wilson minaccia nuovamente di ucciderlo. Bozz progetta quindi di fuggire in Messico con l’aiuto di alcuni civili, ma viene convinto a restare per evitare che Wilson possa vendicarsi su Paxton. Nell’ultima esercitazione, Wilson carica segretamente munizioni vere nel fucile e apre il fuoco contro la squadra di Bozz. Sebbene non ferisca nessuno, è evidente che sta utilizzando proiettili veri. Durante l’intervento dell’istruttore, Bozz spara intenzionalmente un colpo a salve vicino al volto di Paxton, ferendogli temporaneamente un occhio con il bagliore. L’esercitazione viene interrotta e Wilson viene arrestato e destinato alla corte marziale.
Alla fine dell’addestramento, il plotone si prepara per la partenza verso il Vietnam. Paxton, invece, ottiene il congedo medico a causa della ferita all’occhio. I due si salutano: Paxton dichiara di voler scrivere un libro su Bozz, ma quest’ultimo prende il diario e ne strappa le pagine, gettandole fuori dal finestrino dell’autobus in partenza. Nel monologo conclusivo, Paxton rivela di non aver mai più rivisto Bozz. Col tempo, ha sentito racconti contrastanti sul suo destino: secondo alcuni, sarebbe morto in Vietnam; secondo altri, sarebbe scomparso; una persona affermò di averlo incontrato anni dopo in Messico, in compagnia di una donna bellissima.

## Produzione
Girato con un budget molto ridotto e con una macchina da presa a mano e in formato 16mm, gli attori non hanno avuto a loro disposizione truccatori, parrucchieri né nessuno dei lussi a cui normalmente gli attori sono abituati.
Le riprese sono durate 38 giorni, da febbraio a marzo 2000 in Florida.